# Золотарьов Валентин Миколайович
Валентин Миколайович Золотарьов (нар. 26 грудня 1940, Локоть, Росія — пом. 1 квітня 2024, Одеса) — український гідробіолог і малаколог, фахівець з морських двостулкових молюсків, доктор біологічних наук (1984).
З 1979 по 2020 роки працював в Інституті морської біології НАН України (до 2014 — Одеський філіал Інституту біології південних морів НАН України).